# Корчак Мар'ян Іванович
Мар'я́н Іва́нович Корча́к (6 вересня 1995 р., смт Шкло, Яворівський район, Львівська обл.) — український військовик, боєць Добровольчого Українського Корпусу «Правого сектора».

## Життєпис
Народився в селищі міського типу Шкло Яворівського району Львівської області. Навчався у Шклівській загальноосвітній школі І-ІІІ ступенів. З дитинства займався спортом. Згодом долучився до організації УНСО. Був активним учасником українського націоналістичного руху. Закінчив Львівське Вище професійне училище № 29. Брав активну участь в Революції Гідності. У 2016 році вступив до Національно-визвольного руху «Правий Сектор». Влітку того ж року долучився до визвольної боротьби проти рашистських окупантів на Донбасі, у складі 1-ї Окремої Штурмової Роти ДУК ПС. Згодом став одним із кращих бійців підрозділу. Був відповідальним, щирим та прикладом до наслідування для інших бійців Корпусу.

## Обставини загибелі
Троє бійців Дмитро «Ганс» Рубашевський, В'ячеслав «Кадет» Донгузов та Мар'ян Корчак несли варту на позиціях під селищем Зайцеве. Звечора там було неспокійно, а саме літав ворожий безпілотний апарат. Наступного дня 25 травня 2018 року безпілотник знову активно вів розвідку. Розпочався шалений обстріл українських позицій артилерією. Били надзвичайно прицільно. Із землі та будівель, які були поряд — вискакували клуби диму, вогню та осколків. Мар'ян в цей час спав в бліндажі. Його розбудили і Рубашевський дав команду Мар'яну брати медичний рюкзак і бігти туди, де жили добровольці з бійцями ЗСУ. Після перевірки підвалу і будинку, залишилося провірити ще один об'єкт. В той момент коли бігли до останньої цілі з боку окупантів відубувся вихід снаряда. Мар'якн загинув від осколкового поранення, отриманого від розриву російського снаряду 152 калібру, коли йшов рятувати своїх побратимів зі Збройних Сил України під час артилерійського обстрілу в околицях смт Зайцеве на Горлівському напрямку. Коли всі зрозуміли, що Мар'ян мертвий командир роти добровольців Да Вінчі, зателефонував командиру Львівської Резервної сотні ДУКу — Хаммеру і повідомив йому трагічну новину. Оскільки «Хитрий» був родом із селища Шкло, Львівської області, то очільнику Львівської сотні, випала нелегка місія розказати батькам страшну новину про загибель сина.

## Нагороди і вшанування
- Відзнака «Бойовий Хрест Корпусу»
- Його портрет розміщений на меморіалі «Стіна пам'яті полеглих за Україну» у Києві: секція 10, ряд 1, місце 35
- Шклівський ЗЗСО І-ІІІ ступенів носить ім'я Мар'яна Корчака[4]
- 20 вересня 2019 року на фасаді Шклівської ЗОШ відкрито меморіальну дошку його честі
- колишня вулиця Лозинського перейменована на вулицю Мар'яна Корчака[5]